# Maki Horikita
Horikita Maki é uma conhecida actriz Japonesa que se estreou em 2003 como uma idolo U-15. Desde então que trabalha como actriz, representando em todo o tipo de séries televisivas, publicidades e filmes.

## Séries Televisivas
- Umareru. (TBS, 2011)
- Kikoku (TBS, 2010)
- Wagaya no Rekishi como Yame Namiko (Fuji TV, 2010)
- Tokujo Kabachi!! (TBS, 2010)
- Atashinchi no Danshi como Mineta Chisato (Fuji TV, 2009)
- Chance! como Kawamura Tamaki (Fuji TV, 2009)
- Danso no Reijin como Yamaguchi Yoshiko / Ri Kouran (TV Asahi, 2008)
- Innocent Love como Akiyama Kanon (Fuji TV, 2008)
- Hanazakari no kimitachi e SP como Ashiya Mizuki (Fuji TV, 2008)
- Tokyo Daikushu como Sakuragi Haruko (NTV, 2008)
- Atsu-hime como Kazunomiya Chikako (NHK, 2008)
- Koi no Kara Sawagi Drama Special Love Stories IV (NTV, 2007)
- Galileo como Morisaki Remi  (Fuji TV, 2007, ep6)
- Deru Toko Demasho! como Shizuka Kamei (Fuji TV, 2007)
- Hanazakari no kimitachi e como Ashiya Mizuki (Fuji TV, 2007)
- Seito Shokun! como Kimura Juria (TV Asahi, 2007)
- Teppan Shoujo Akane!! como Kagura Akane (TBS, 2006)
- Densha Otoko Deluxe como Yamada Aoi (Fuji TV, 2006)
- Kurosagi como Yoshikawa Tsurara (TBS, 2006)
- Tsubasa no Oreta Tenshitachi Live Chat como Yuna (Fuji TV, 2006)
- Honto ni Atta Kowai Hanashi 6-ban no Heya (Fuji TV, 2006)
- Nobuta wo Produce como Kotani Nobuko (NTV, 2005)
- Densha Otoko como Yamada Aoi (Fuji TV, 2005)
- Akechi Kogoro VS Kindaichi Kosuke (2005)
- Ningen no Shomei como Koori Sayaka (Fuji TV, 2004)
- Kaidan Shin Mimibukuro (怪談新耳袋) 幽霊屋敷と呼ばれる家 (TBS, 2004)
- Division 1 Houkago como Michida Mayuko (Fuji TV, 2004)
- Honto ni Atta Kowai Hanashi Hon ga Maneku Yurei (Fuji TV, 2004, ep3)
- Dobutsu no Oisha-san (TV Asahi, 2003)
- Keitai Deka Zenigata Mai como Zenigata Mai (TBS, 2003)
- Densha (2003)

## Filmes
- Always III (2012)
- Korede Iinoda!! Eiga Akatsuka Fujio (2011)
- Byakuyako (2011)
- Ōoku (2010)
- Memoirs of a Teenage Amnesiac (2009)
- Tokyo Shonen (2008)
- Kurosagi (2008)
- Always II - Zoku 3chome no Yuhi (2007)
- Koisuru Nichiyoubi Watashi Koishita (2007)
- Argentine Baba (2007)
- Chakusin Ari FINAL / One Missed Call FINAL(2006)
- Keitai Deka THE MOVIE (2006)
- TRICK Movie 2 (2006)
- Haru no Ibasho (2006)
- Always - 3chome no Yuhi / Always - Sunset on Third Street (2005)
- Shinku (2005)
- HINOKIO (2005)
- Gyakkyou Nine (2005)
- Yogen (2005)
- HIRAKATA (2004)
- Sekai no Chuushin de Ai o Sakebu (2004)
- Shibuya Kaidan 2 (2004)
- Shibuya Kaidan (2004)
- Seventh Anniversary (2003)
- Cosmic Rescue (2003)

## Reconhecimentos
- 54º Television Drama Academy Awards: Melhor Actriz em Hanazakari no kimitachi e
- 49º Television Drama Academy Awards: Melhor Actriz Secundária em Kurosagi
- 29º Japan Academy Awards: Actriz revelação em Always -Sunset on Third Street
- 47º Television Drama Academy Awards: Melhor Actriz Secundária em Nobuta wo Produce